# Новгородов, Владимир Евгеньевич
Владимир Евгеньевич Новгородов (укр. Володимир Євгенович Новгородов; род. 11 мая 1947, Харьков) — советский и украинский архитектор, действительный член ICOMOS, член-корреспондент Украинской академии архитектуры, член Национального союза архитекторов Украины, заслуженный преподаватель Харьковского национального университета городского хозяйства им. А. Н. Бектова.

## Биография
Родился 11 мая 1947 года в городе Харькове. В 1970 году окончил архитектурный факультет Харьковского инженерно-строительного института.
С 1970 по 1976 год — работа в архитектурной мастерской института «Укрпроектреставрация» в городе Киеве.
С 1976 по 1977 год — начальник отдела памятников архитектуры Киево-Печерского историко-культурного заповедника.
С 1977 по 1987 год занимался научно-преподавательской работой в ВУЗах г. Харьков, а с 1987 по 2008 год — главный архитектор, директор Харьковского филиала института «УкрНИИпроектреставрация».
С 1995 года — доцент кафедры архитектуры зданий, сооружений и дизайна архитектурной среды Харьковского национального университета городского хозяйства имени А. Н. Бекетова.
С 2008 года — начальник проектно-реставрационного отдела института «Укргорстройпроект» (Харьков).
С 2017 года — замиститель директора по науке ООО " НДПІ «Східбудпроект».

## Профессиональная деятельность

### Автор проектов реставрации
Автор проектов реставрации архитектурных памятников Украины и России:
1. Стена Нижней Лавры в г. Киев. Памятник архитектуры XIX века. 1972 год.
2. Колокольня Воскресенской церкви в г. Сумы. Памятник архитектуры XIX века. 1975—1978 годы.
3. Усадебный комплекс в Качановке (Черниговская область). 1974—1977 годы.
4. Восточная башня крепости в п.г.т. Хотин Черновицкой области. Памятник архитектуры XIII — XV веков. 1976—1978 годы.
5. Пантелеймоновская церковь. Памятник архитектуры XIX века. 1988—1994 годы.
6. Дом медицинского товарищества в г. Харьков. Памятник архитектуры конца XIX века. Реализован частично.
7. Церковь Святого Александра Невского в городе Харьков. Памятник архитектуры 1915 года. 1991 год.
8. Усадьба Сердюкова по ул. Чернышевской, 14. в г. Харьков. Памятник архитектуры начала XIX века. 1993 год.
9. Римско-католическая церковь Успения Девы Марии в г. Харьков. Памятник архитектуры конца XIX века. 2001 год.
10. Хоральная синагога в г. Харьков. Памятник архитектуры начала XX века. 1993—2003 годы. Хоральная Синагога, Харьков

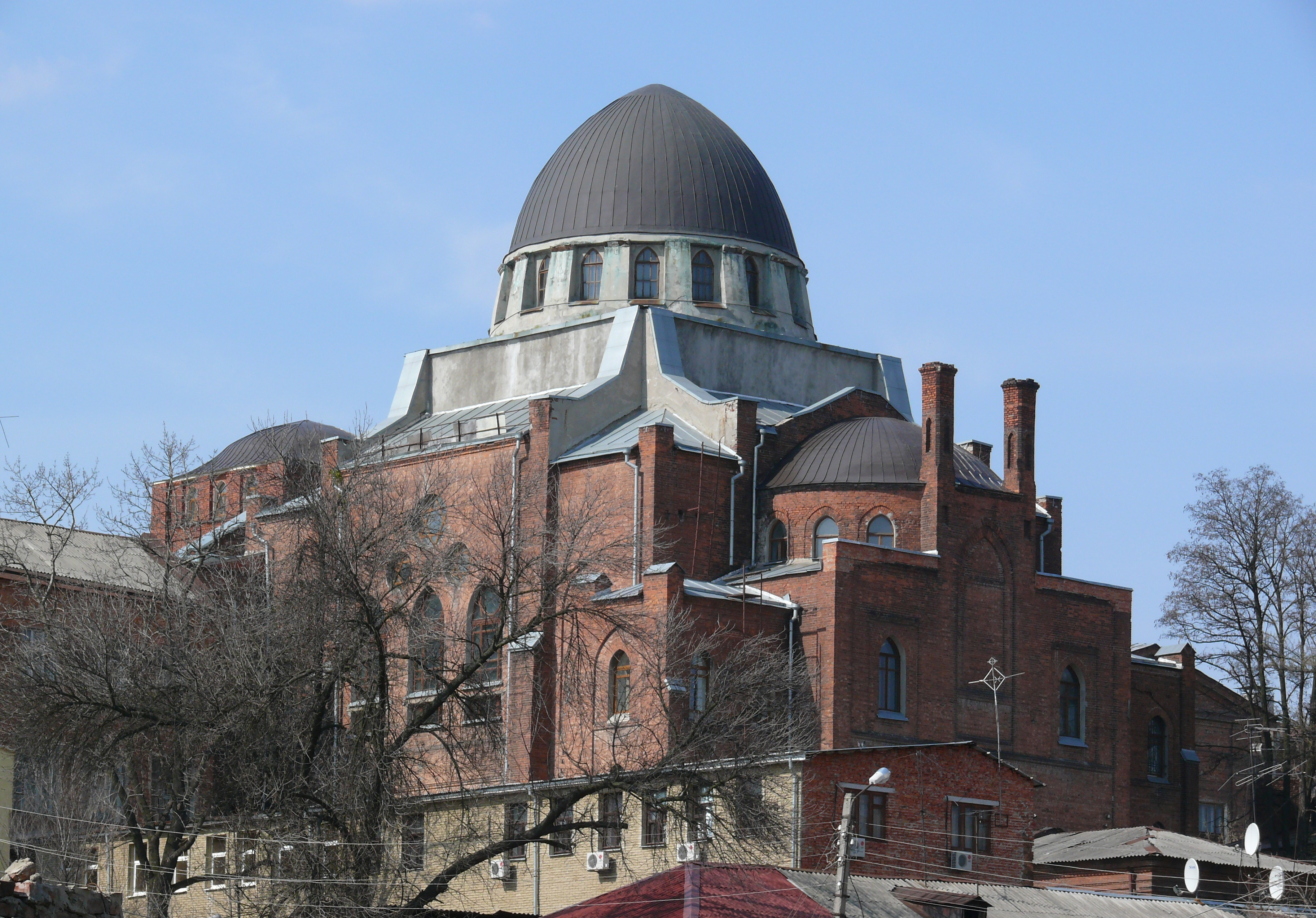
Хоральная Синагога, Харьков

11. Почтовая контора на пл. Фейербаха в г. Харьков. Памятник архитектуры первой половины XIX века. 1993 год.
12. Спасская церковь в с. Натальевка. Памятник архитектуры начала XX века. 1994 год.
13. Фасады жилых и общественных зданий, памятников архитектуры, по улицам Сумская, Полтавский Шлях, Алчевских, Мироносицкая и другим в г. Харьков. 1988—2004 годы.
14. Петропавловская церковь в с. Ивановское Донецкой области. Памятник архитектуры середины XIX века. 1990 год.
15. Памятник архитектуры первой половины XIX века в с. Фёдоровка Полтавской области. Реализован не был.
16. Памятник архитектуры первой половины XIX века в с. Урзуф Донецкой области. 1991—1994 годы.
17. Колокольня церкви в с. Пересечное Харьковской области. Памятник архитектуры первой половины XIX века. 1994 год.
18. Церковь в с. Кирсаново Харьковской области. Памятник архитектуры начала XX века. Реализован не был.
19. Николаевская церковь в г. Купянск Харьковской области. Памятник архитектуры середины XIX века. 1995 год.
20. Церковь Святого Александра Невского в городе Харьков. Памятник архитектуры 1915 года. 1998 год.
21. Аэровокзал в Харькове. Памятник архитектуры середины XX века. 1999 год.
22. Здание вокзала Южной железной дороги в Харькове. Памятник архитектуры середины XX века. 1997—2003 годы.
23. Здание Главпочтамта в г. Харьков. Памятник архитектуры начала XX века. 1998 год, 2010 год.
24. Здание Национального банка в г. Харьков. Памятник архитектуры XIX — начала XX века. 1998—2005 годы.
25. Памятник архитектуры второй половины XIX века по ул. Сумская, 106-а в г. Харьков. 1999—2000 годы.
26. Колокольня Благовещенского собора в г. Харьков. Памятник архитектуры 1902 года. 2000 год.Технологическая схема восстановления завершения колокольни Благовещенского собора в Харькове

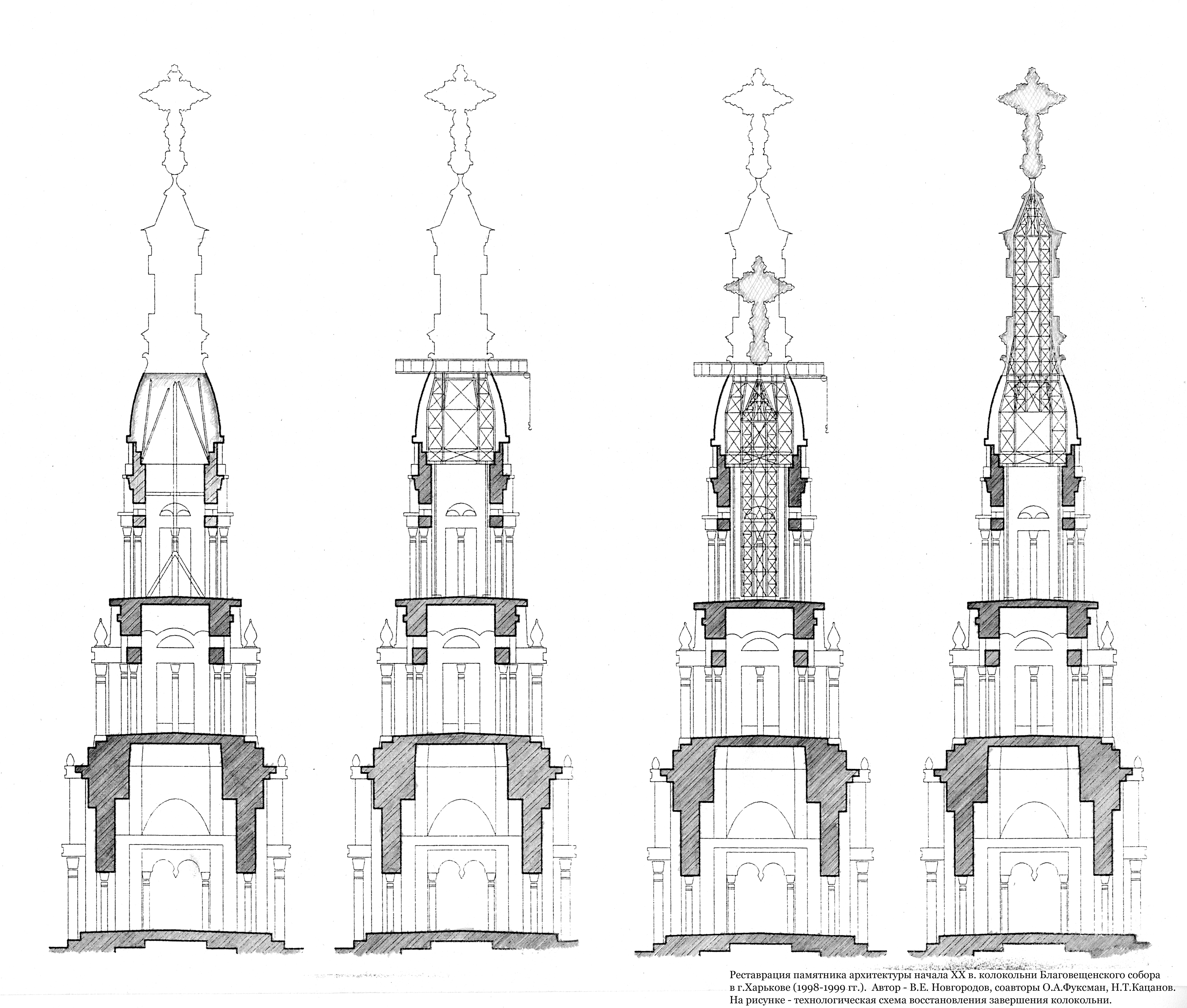
Технологическая схема восстановления завершения колокольни Благовещенского собора в Харькове

27. Здание «Инпромбанка» с пристройкой в г. Харьков. Памятник архитектуры начала XX века. 2003 год — первая очередь, 2011 год — вторая очередь.
28. Здание по ул. Плехановской в г. Харьков. 2001 год.
29. Фасад здания Фармацевтического университета по ул. Пушкинской в г. Харьков. Памятник архитектуры начала XX века. 2002 год.
30. Здание УВД Харьковской области по ул. Жён Мироносиц в Харькове. Памятник архитектуры середины XX века. 2002 год.
31. Здание Университета Искусств в Харькове. Памятник архитектуры XIX века. 2004 год.
32. Здание Ленинского Исполкома по ул. Полтавский Шлях в Харькове. Памятник архитектуры начала XX века. 2003 год.
33. Памятник Т. Г. Шевченко — проект благоустройства в Харькове. 2003 год.
34. Здание Харьковского областного совета. Памятник архитектуры середины XX века. 2003—2004 годы.
35. Здание Госпрома в Харькове. Памятник архитектуры XX века. 2003—2004 годы — первая очередь.
36. Здание Национального университета им. Каразина в Харькове. Памятник архитектуры XX века. 2004 год — первая очередь.
37. Церковь Иоанна Богослова с восстановлением колокольни в Харькове. Памятник архитектуры второй половины XIX века. 2008 год — первая очередь.
38. Троицкая церковь с восстановлением колокольни в г. Харьков. Памятник архитектуры середины XIX века. 1995 год — первая очередь, 2010 год — вторая очередь.

### Соавтор проектов реставрации
Соавтор проектов реставрации архитектурных памятников Украины и России:
1. Троицкий собор в Чернигове. Памятник архитектуры XVII века. 1974—1980 годы. В соавторстве с М. М. Говденко.
2. Николаевская церковь в г. Харьков. Памятник архитектуры начала XIX века. 1995 год. В соавторстве с Г. Н. Черкашиной и В. М. Лопатько.
3. Здание военкомата по ул. Полтавский Шлях в Харькове. Памятник архитектуры середины XIX века. 2003 год. В соавторстве с В. М. Лопатько.

### Автор историко-опорных планов
Автор историко-опорных планов и зон охраны памятников архитетктуры исторических городов восточной Украины:
1. Разработка историко-опорного плана и проект зон охраны памятников архитектуры исторического центра г. Харьков. Реализован в период с 1990 по 2005 год.
2. Проект зон охраны памятников архитектуры г. Луганск и Луганской области. Реализован не был.
3. Разработка историко-опорного плана и проект зон охраны памятников архитектуры г. Мариуполь. Реализован в 1995 году.
4. Разработка историко-опорных планов и проекты зон охраны памятников архитектуры городов Купянск, Волчанск, Изюм, Балаклея, Богодухов Харьковской области. Не реализованы.
5. Проект историко-опорного плана и проект зон охраны памятников архитектуры города Донецка. 2008 год.
6. Проект определения границ исторических ареалов города Харькова. Реализован в 2009 году.
7. Научное обоснование границ историко-археологического заповедника «Верхний Салтов» в Харьковской области.

### Автор объектов нового строительства
Автор объектов нового строительства, среди которых:
1. Православная церковь в с. Русская Лозовая Харьковской области. 1992 год.
2. Православный храм в с. Лагери Харьковской области. 1995 год.
3. Православная церковь в п.г.т. Великий Бурлук Харьковской области. 2001 год.
4. Церковь Святого Андрея Первозванного в с. Хоружевка, Сумской области. 2004 год.
5. Часовня мемориала УВД Украины по ул. Жён Мироносиц,13 в Харькове. 1997 год.
6. Евангельская церковь «Благая Весть» в г. Харькове.
7. Православная церковь в п.г.т. Зачепиловка Харьковской области. 2003 год.
8. Римско-католический монастырь Отцов Марианов по ул. Клочковской в Харькове. 2011 год.
9. Свято-Георгиевская церковь в Свято-Георгиевском ските Свято-Успенской Святогорской лавры, 2011 год.
10. Резиденция епископа Харьковско-Запорожского в г. Харьков. 2011 год — первая очередь.
11. Храм Преображения Господнего в Свято — Успенской Почаевской лавре, 2017 год.
12. Часовня в Чугуеве Харьковской области.
13. Памятник студбатовцам в Харькове, соавтор.

## Научная работа
Автор историко-архитектурных очерков «Золотой венец старого Харькова», «Харьковский Свято-Покровский монастырь», соавтор книг по истории архитектуры — «Харьков. Архитектура, памятники, новостройки», «Трехсвятительская церковь в Харькове», научных статей в журналах «Строительство и архитектура» (Киев), «Universitates» (Харьков), сборнике «Архитектурное наследие» (Москва), «BauSanierung» (Германия).

## Награды
- Лауреат муниципальной премии 2001 года за работы в области реставрации памятников архитектуры Харькова,
- Номинант рейтинга «Харьковчанин 2006 года» в разделе — деятели науки, культуры, искусства, за разработку научно-проектной документации по памятникам архитектуры Харьковского региона.
- В 2013 году награждён орденом Чудотворной иконы Почаевской иконы Божьей Матери.
- Заслуженный преподаватель Харьковского национального университета городского хозяйства. 2014 год.
- 1-я премия за конкурсный проект памятника Харьковским бойцам-студбатовцам.
- 1-я премия за проект храма Преображения Господнего в Свято-Успенской Почаевской Лавре на всеукраинском конкурсе Национального Союза архитекторов Украины.
- 2-я премия за конкурсный проект офисного здания на ул. Чернышевской в г. Харьков
- 3-я премия за конкурсный проект реконструкции пл. Советской Украины в г. Харьков.
- 3-я премия за конкурсный проект реконструкции ул. Шевченко в г. Харьков.
- 4-е место в конкурсе на реконструкцию ул. Клочковской в г. Харьков.
- 2-е место в конкурсе на памятній занк 355-летию г. Балаклеи с правом дальнейшего проектирования.

Имеет благодарности и грамоты Минрегионстроя Украины, Харьковского областного и городского Совета народных депутатов, Национального Союза архитекторов Украины, Всемирной ассоциации городов-побратимов (США).